# Android Mini PC MK802
L'Android Mini PC MK802 est une série de PC-on-a-stick fabriqués à partir de 2012 par Rikomagic et basées, dans ses premières versions de SoC d'Architecture ARM de marque AllWinner dans les premières versions, puis de marque Rockchip dans les versions suivantes.
Ces nano-ordinateurs utilise le système Android de Google, et dans certaines versions des variantes de la distribution GNU/Linux, Ubuntu.
Rikomagic a également produit la série MK902, vendu sous forme de boîtier télé (Set-top box) plutôt que de bâtonnet PC.

## Historique des modèles
Le MK802, est le premier vendu sur le marché en mai 2012, peut transformer un écran comportant un port HDMI ou DVI-D en utilisant un système d'exploitation Android, ou bien, dans le cas des versions LE (Linux Edition), utilisant des distributions Linux dérivées d'Ubuntu. Après la sortie du modèle original, cinq autres versions à peu près similaires, mais augmentant en capacité, sont sorties :
- MK802 : Modèle original avec un SoC Allwinner A10 (Basé sur le processeur ARM Cortex-A8 et un GPU ARM Mali-400MP) et 512 Mo de RAM.
- MK802+ : Également AllWinner A10, mais avec 1 Go de RAM[1]
- MK802 II: La forme est légèrement modifiée et la fréquence du microprocesseur augmentée[2]
- MK802 III: Un nouveau modèle  utilisant un SoC Rockchip RK3066 (comportant lui-même un CPU ARM Cortex-A9 double cœur à 1.6 GHz, et un GPU ARM Mali), ainsi que 4 Go ou 8 Go de stockage flash fonctionnant sous Android 4.1 Jelly Bean.
- MK802 III LE: variante de la MK802 III, annoncé en juillet 2013, basé sur la distribution Picuntu (Xubuntu adapté aux SoCs de Rockhip)[3] version5.0.1f, avec 1 Go de RAM et 8 Go de stockage flash[4].
- MK802 IIIs: Ajout du support Bluetooth, d'un bouton d'arrêt logiciel et le support d'XBMC (lecteur multimédia rebaptisé ensuite Kodi)[5]
- MK802 IV: Sorti en mai 2013, une nouvelle version comprenant, un SoC Rockchip RK3188 (incluant un CPU ARM Cortex-A9 quatre-cœur à 1.6 GHz et un GPU Mali à 400 MHz), 2 Go de RAM, et 8 Go de stockage. Il fonctionne sous Android Jelly Bean version 4.2[1],[6],[7]
- MK802 IV LE, version Linux basée sur la distribution Ubuntu pour ARM du MK802 IV, comportant 2 Go de RAM, et, selon les versions, 8 ou 16 Go de stockage flash.